# 田中かほり
田中 かほり（たなか かほり、1976年7月25日 - ）は、日本の女性声優。長野県出身。

## 人物
元TABプロダクション所属。事務所を離れてからはフリーランスで活動。
特技はスキー、スケート。

## 出演
太字はメインキャラクター。

### テレビアニメ
2001年
- まほろまてぃっく（セラ、佐倉夏樹、スチュワーデス）

2002年
- まほろまてぃっく〜もっと美しいもの〜（セラ）

2003年
- 真月譚 月姫（弓塚さつき）
- なるたる（小沢さとみ）

2004年
- ゆめりあ（斎藤メグミ）
- ローゼンメイデン（女友達）

2005年
- AIR（幼い姉妹、女の子、男の子、生徒）

### ゲーム
- まほろまてぃっく☆あどべんちゃー（セラ、佐倉夏樹）
- ゆめりあ（メグミ）